# Eoghan O'Connell
Eoghan O'Connell, né le 13 août 1995, est un footballeur irlandais évoluant au poste de défenseur central au Wrexham AFC.

## Biographie
Le 12 janvier 2017, il est prêté à Walsall.
Le 8 juin 2017, il rejoint Bury.
Le 1er juillet 2022, il rejoint Charlton Athletic.

## Statistiques
| Saison                | Club                   | Championnat           | Championnat | Championnat | Coupe nationale | Coupe nationale | Coupe de la Ligue | Coupe de la Ligue | Compétition(s) continentale(s) | Compétition(s) continentale(s) | Compétition(s) continentale(s) | Total | Total |
| Saison                | Club                   | Division              | M.          | B.          | M.              | B.              | M.                | B.                | Comp.                          | M.                             | B.                             | M.    | B.    |
| 2013-2014             | Celtic Glasgow         | Premiership           | 1           | 0           | 0               | 0               | 0                 | 0                 | C1                             | 0                              | 0                              | 1     | 0     |
| 2014-2015             | Celtic Glasgow         | Premiership           | 3           | 0           | 0               | 0               | 1                 | 0                 | C1+C3                          | 0+0                            | 0+0                            | 4     | 0     |
| 2015-2016             | Celtic Glasgow         | Premiership           | 1           | 0           | 0               | 0               | 0                 | 0                 | C1                             | 0                              | 0                              | 1     | 0     |
| 2015-2016             | Oldham Athletic (prêt) | League One            | 2           | 0           | 0               | 0               | -                 | -                 | -                              | -                              | -                              | 2     | 0     |
| 2015-2016             | Cork City (prêt)       | League of Ireland     | 7           | 0           | 0               | 0               | 0                 | 0                 | -                              | -                              | -                              | 7     | 0     |
| 2016-2017             | Celtic Glasgow         | Premiership           | 0           | 0           | 0               | 0               | 0                 | 0                 | C1                             | 1                              | 0                              | 1     | 0     |
| Total sur la carrière | Total sur la carrière  | Total sur la carrière | 14          | 0           | 0               | 0               | 1                 | 0                 | -                              | 1                              | 0                              | 16    | 0     |

## Palmarès
- Vainqueur de la Coupe du Président en 2016 avec le Cork City
- Vice-champion de la Football League Two (4e division) en 2019 avec Bury
- Vice-champion de la Football League Two (4e division) en 2024 avec Wrexham